# Pomnik ofiar mordu katyńskiego w Osowcu-Twierdzy
Pomnik ofiar mordu katyńskiego w Osowcu-Twierdzy – kompozycja tworząca jedną całość architektoniczną w formie pomnika, powstała z połączenia monumentu oraz z zielonego pomnika przyrody upamiętniającego 70 rocznicę zbrodni katyńskiej na obywatelach polskich – jeńcach wojennych osadzonych w specjalnych obozach jenieckich NKWD w Kozielsku, Starobielsku i Ostaszkowie. W skład tej grupy wchodzili m.in. zarówno oficerowie Wojska Polskiego – w tym pochodzący z rezerwy, jak również oficerowie i podoficerowie Korpusu Ochrony Pogranicza (zgrupowani w obozie w Ostaszkowie).

## Uroczystości odsłonięcia pomnika
W dniu 16 kwietnia 2010 r., w ramach obchodów 70. rocznicy zbrodni katyńskiej, na terenie Fortu I (Centralnego) Twierdzy Osowiec należącym do Jednostki Wojskowej dokonano odsłonięcia  „Pomnika ofiar mordu katyńskiego”. Uroczystą polową mszę św. koncelebrował ks. abp senior archidiecezji białostockiej Stanisław Szymecki w asyście ks. prał. ppłk Jana Wołyńca z Olsztyna oraz ks. kan. ppłk Jana Szklanko kapelana, proboszcza parafii Matki Boskiej Anielskiej w Downarach, do której należy miejscowość Osowiec-Twierdza.

### Wojskowa msza polowa
Liturgia sprawowana była w intencji tych, którzy oddali swoje życie 70 lat temu oraz tych, którzy zginęli pod Smoleńskiem w dniu 10 kwietnia 2010 r. Uroczystości upamiętniające te wydarzenia odbyły się zgodnie z ceremoniałem wojskowym. Wartę honorową przy pomniku pełnili żołnierze zawodowi w asyście Grupy Rekonstrukcyjnej CSPodof. KOP-u.

Udział w uroczystościach wzięli przedstawiciele: MON-u – Inspektoratu Wsparcia SZ, 9 i 11 RBM, Straży Granicznej, organizacji kombatanckich, władz województwa podlaskiego, powiatu monieckiego i gminy Goniądz, Biebrzańskiego Parku Narodowego, mieszkańcy Osowca, harcerze i młodzież szkolna. Podczas uroczystości okolicznościowe przemówienie w imieniu władz państwowych wygłosił wicewojewoda podlaski Wojciech Dzierzgowski, który powiedział;

Kiedy w marcu otrzymałem zaproszenie na tę uroczystość wróciły wspomnienia historyczne, które budzą żal i trwogę w umyśle każdego Polaka. Ja i nikt inny wówczas nie przypuszczał, że tego kielicha żalu dopełni tragedia pod Smoleńskiem. Jestem z Państwem dziś po to, aby oddać należny hołd i szacunek tym, którzy oddali swoje życie 70 lat temu, ale również tym, którzy zginęli tragicznie 10 kwietnia 2010 roku.

### Nieobecni
W uroczystościach mieli wziąć udział zaproszeni goście: biskup polowy WP gen. dywizji Tadeusz Płoski, prawosławny ordynariusz WP gen. brygady Miron Chodakowski i szef sztabu generalnego WP gen. Franciszek Gągor – nie przybyli, zginęli w katastrofie lotniczej pod Smoleńskiem. Nie przybył ks abp metropolita białostocki Edward Ozorowski – przewodniczył mszy żałobnej za zmarłego tragicznie ostatniego Prezydenta RP na Uchodźstwie Ryszarda Kaczorowskiego.

## Pomnik – Monument

### Idea budowy pomnika
Z inicjatywy dowódcy garnizonu mjr Bogdana Oźlańskiego oraz żołnierzy i pracowników wojska Składu Osowiec wchodzącego w skład 11 RBM, przy współudziale burmistrza Goniądza oraz Osowieckiego Towarzystwa Fortyfikacyjnego podjęto decyzję o upamiętnieniu 70 rocznicy zbrodni stalinowskiej dokonanej na polskich żołnierzach, którzy zostali pogrzebani w zbiorowych mogiłach – w Katyniu pod Smoleńskiem, Miednoje koło Tweru lub w Piatichatkach na przedmieściu Charkowa.

### Symbolika pomnika
Pomnik poświęcony ofiarom mordu katyńskiego to fragment szyn zamontowanych na drewnianych podkładach ułożonych na podsypanym tłuczniem podtorzu. Bieg torów kolejowych kończący się na elemencie żelbetonowego sklepienia pochodzącego z polskiego schronu bojowego zniszczonego w czasie II wojny światowej, który jest ogrodzony drutami kolczastymi rozciągniętymi pomiędzy słupami. Tory kolejowe od fundamentów pomnika odzdziela łańcuch rozciągnięty pomiędzy metalowymi słupkami. W cokole monumentu została wmurowana lista kolatorów pomnika.

Poszczególne elementy pomnika nawiązują do symboliki męczeńskiej śmierci 21.473 oficerów Wojska Polskiego, oficerów i podoficerów Policji Państwowej oraz KOP-u, a także pracowników innych instytucji państwowych (inteligencji), którzy znaleźli się na terenach zajętych w wyniku agresji ZSRR na Polskę, a następnie zostali pomordowani w sowieckich kaźniach na tej „nieludzkiej ziemi” przez NKWD.

Konotacja symboliki pomnika;
- tory kolejowe – symbolizują ostatni konwój odbywany przez ofiary do stacji kolejowej Gniezdowo lub innych miejsc straceń,
- podkłady kolejowe – liczba podkładów kolejowych (10 szt.) nawiązuje do ilości upamiętnionych „Dębami Pamięci” pomordowanych oficerów,
- zapięty łańcuch – wejść żywym – można, wyjść żywym – nigdy, koniec „podróży życia”,
- druty kolczaste – symbolizują cierpienie, zniewolenie, męczeńską śmierć,

## Pomnik – Dęby Pamięci

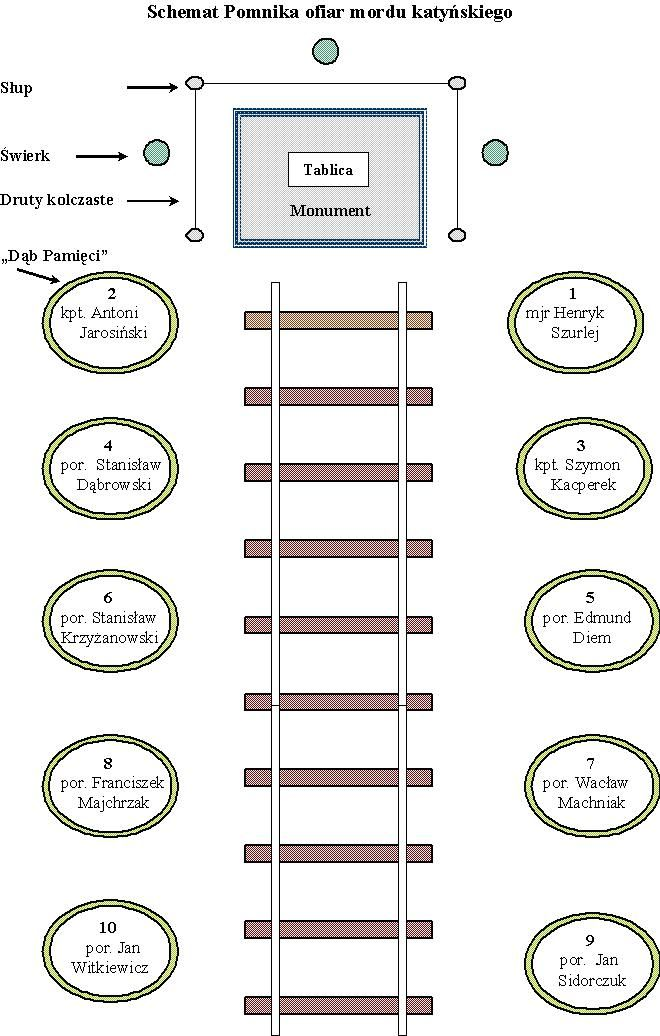
Schemat pomnika w Osowcu. Usytuowanie Monumentu i „Dębów Pamięci”

Posadzenie „Dębów Pamięci” w Osowcu było odzewem na apel o. Józefa Jońca SChP, prezesa Stowarzyszenia Parafiada im. św. Józefa Kalasancjusza realizującego program „Katyń… ocalić od zapomnienia” – pod Honorowym Patronatem Prezydenta RP Pana Lecha Kaczyńskiego. Według zasady każdy posadzony Dąb Pamięci upamiętnia jedno nazwisko, czyli konkretną osobę, która została zamordowana przez NKWD na rozkaz Stalina w Katyniu, Twerze lub Charkowie.
W ramach tego programu posadzonych zostało 10 szt. dębów upamiętniających męczeńską śmierć oficerów, którzy byli związani z Centralną Szkołą Podoficerską Korpusu Ochrony Pogranicza (CSPodof. KOP) istniejącą w okresie międzywojennym w Osowcu lub stacjonującymi wojskami (m.in. 135 pp. rez., Batalionu KOP-u „Osowiec”) w Twierdzy Osowiec w momencie wybuchu II wojny światowej.

### Upamiętnieni Dębami Pamięci
W lutym 2010 r. Stowarzyszenie Parafiada zweryfikowało pozytywnie listę zamordowanych oficerów, którzy byli związani z Osowiecką twierdzą poprzez służbę wojskową lub byli słuchaczami CSPodof. KOP. Wystawionych zostało 10 ceryfikatów oraz wykonano 10 tabliczek do Dębów Pamięci na żołnierzy-oficerów, którzy dotychczas nie mieli jeszcze posadzonych dębów upamiętniających ich męczeńską śmierć.
- mjr Henryk Szurlej s. Jana ur. 07-07-1899 r. w Lutczy, zamordowany w Katyniu (Certyfikat nr 2048/1985/WE/2010),
- kpt. Antoni Jarosiński s. Dionizego, ur. 18-07-1906 r. w Jeziorkach, zamordowany w Katyniu (Certyfikat nr 2055/2949/WE/2010),
- kpt. Szymon Kacperek s. Piotra, ur. 28-10-1898 r. w Kozienicach, zamordowany w Charkowie (Certyfikat nr 2052/2982/WE/2010)
- por. Stanisław Dąbrowski s. Józefa, ur. 03-12-1903 w Stoczku, zamordowany w Charkowie (Certyfikat nr 2051/4815/WE/2010”),
- por. Edmund Diem s. Augusta ur. 28-11-1902 r. w Hermanowie, zamordowany w Katyniu (Certyfikat nr 2046/4832/WE/2010)
- por. Stanisław Krzyżanowski s. Wincentego, ur. 10.09.1905 r. w Rudzie Guzowskiej, zamordowany w Katyniu (Certyfikat nr 2050/5856/WE/2010),
- por. Wacław Machniak s. Jana, ur. 12-12-1912 r. w Jagninie, zamordowany w Katyniu (Certyfikat nr 2053/6128/WE/2010).
- por. Franciszek Majchrzak s. Walentego ur. 24-07-1909 r. w Woli Szkuckiej zamordowany w Charkowie (Certyfikat nr 2047/6144/WE/2010),
- por. Jan Sidorczuk s. Jana ur. 23-11-1911 r. zamordowany w Katyniu (Certyfikat nr 2049/7100/WE/2010),
- por. Jan Witkiewicz s. Jana, ur. 01-06-1909 r. w Warszawie, zamordowany w Katyniu (Certyfikat nr 2054/7785/WE/2010),

## Galeria zdjęć

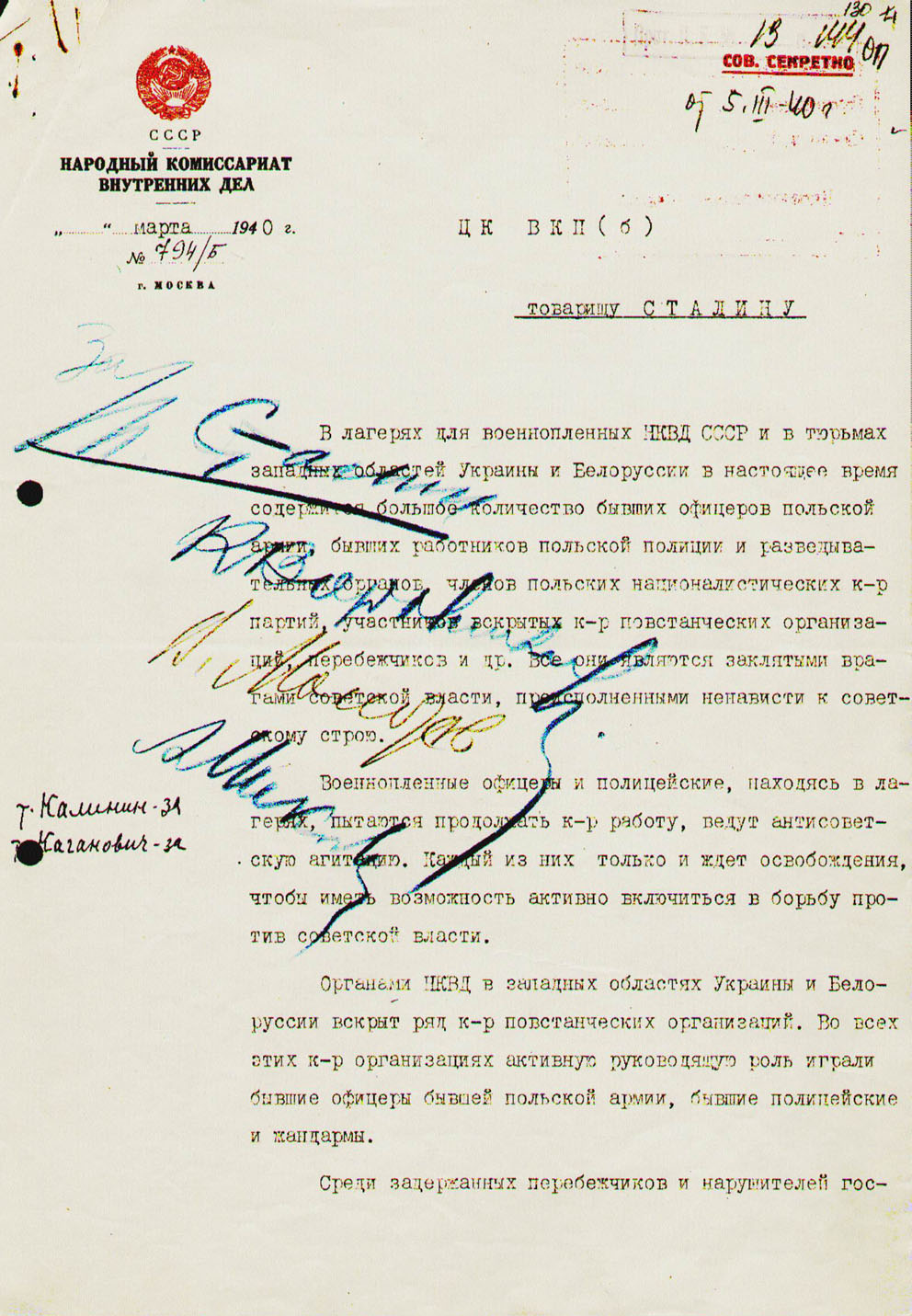
Decyzja katyńska z 5 marca 1940 wniosek Ławrentija Berii z akceptacją członków Politbiura WKP(b)
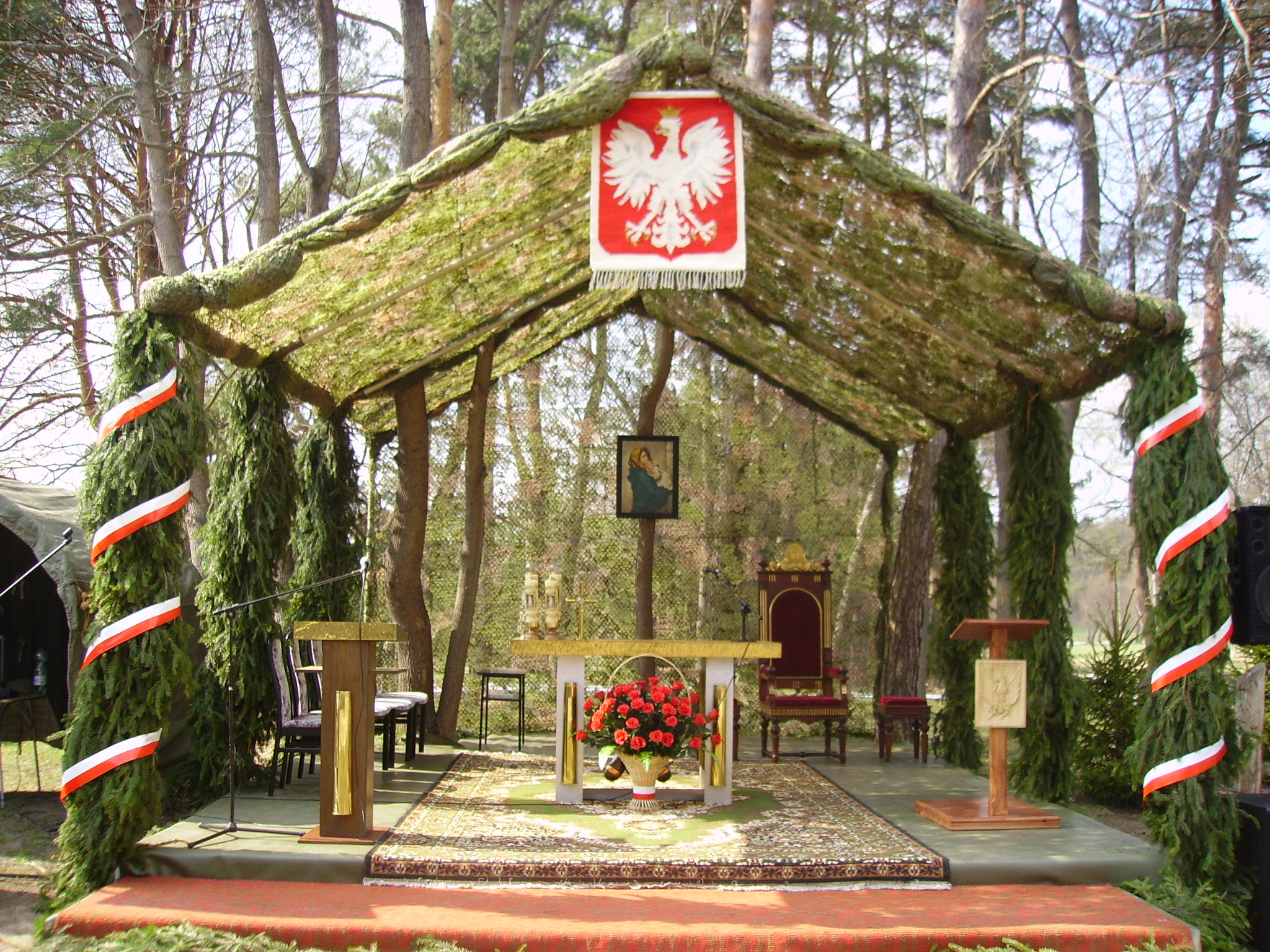
Wojskowy ołtarz polowy zbudowany na uroczystość odsłonięcia pomnika w dniu 16 kwietnia 2010 r.
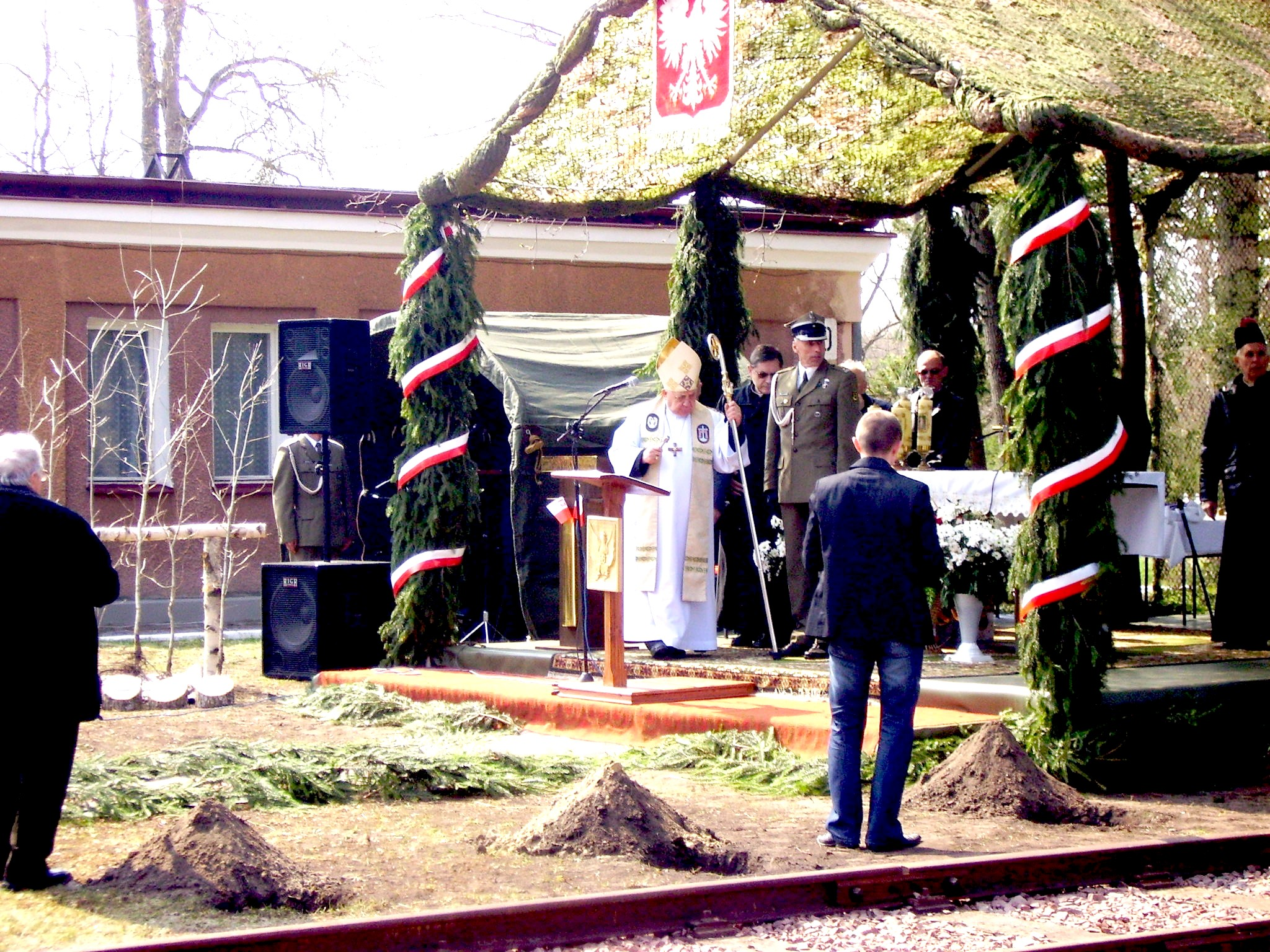
Abp – senior metropolii białostockiej Stanisław Szymecki i D-ca garnizonu Osowiec mjr Bogdan Oźlański
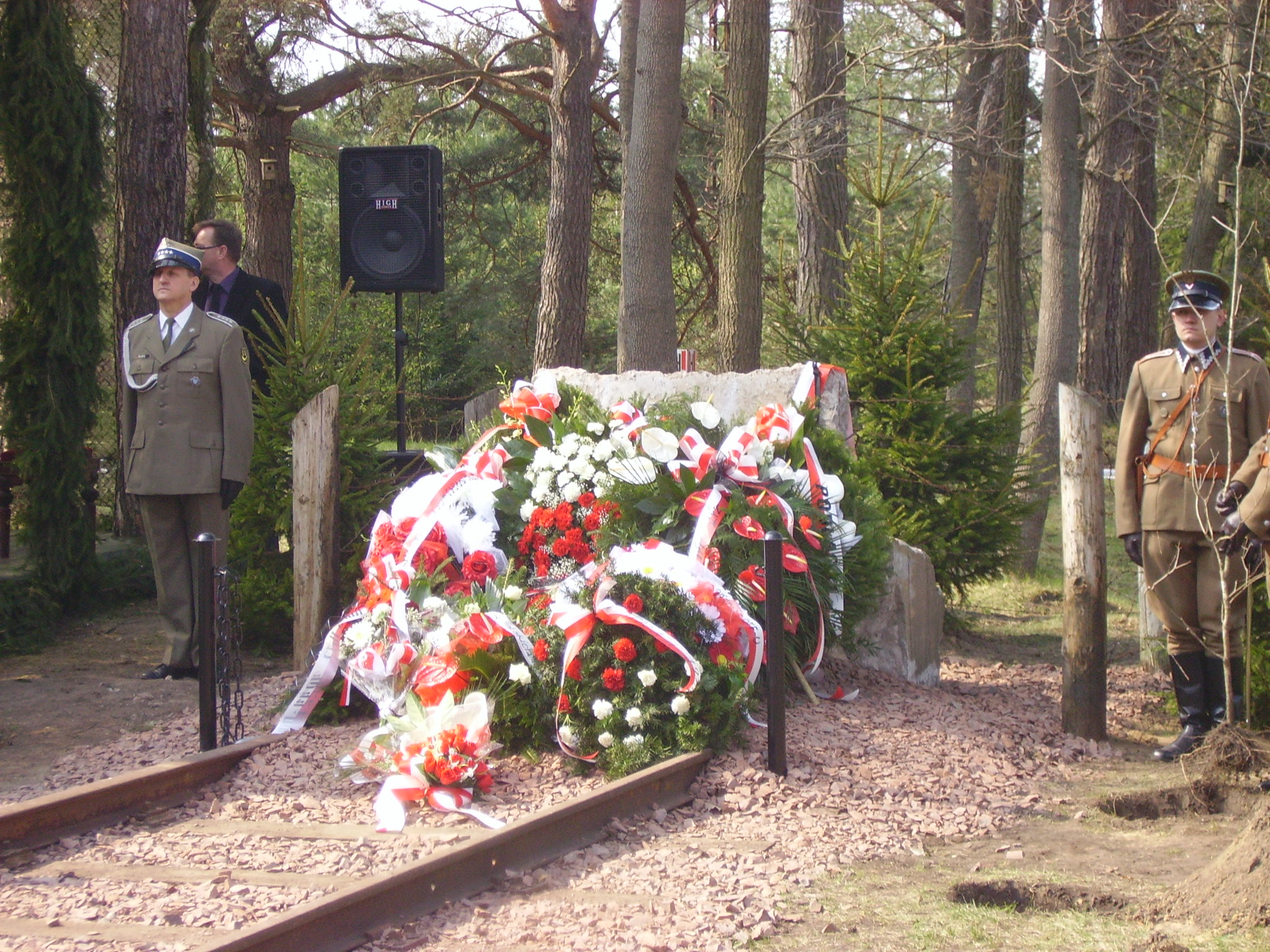
Warta honorowa przy Pomniku pełniona przez żołnierzy w asyście GR CSPodof. KOP-u.
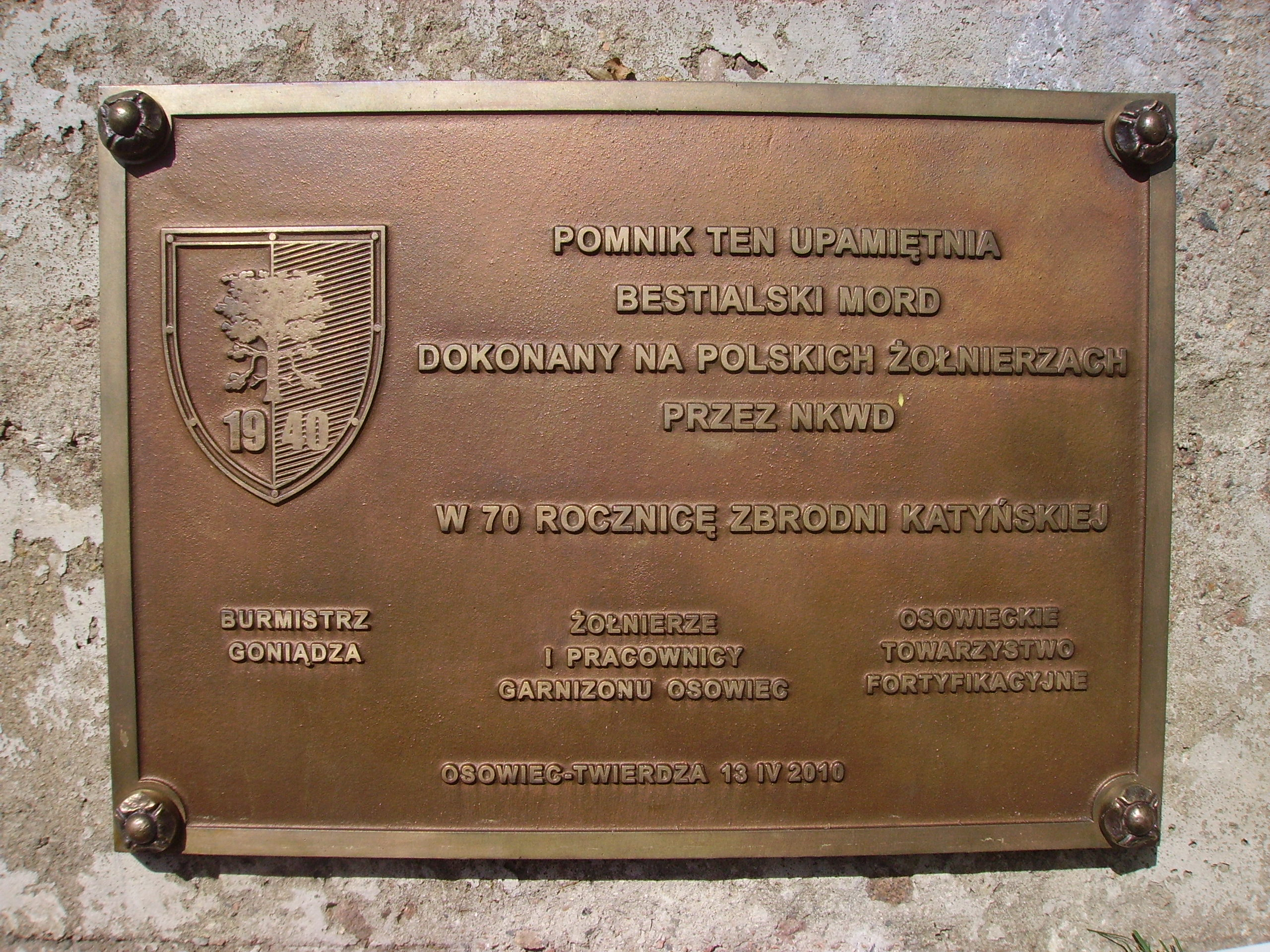
Tablica upamiętniająca 70-lecie mordu NKWD na polskich żołnierzach
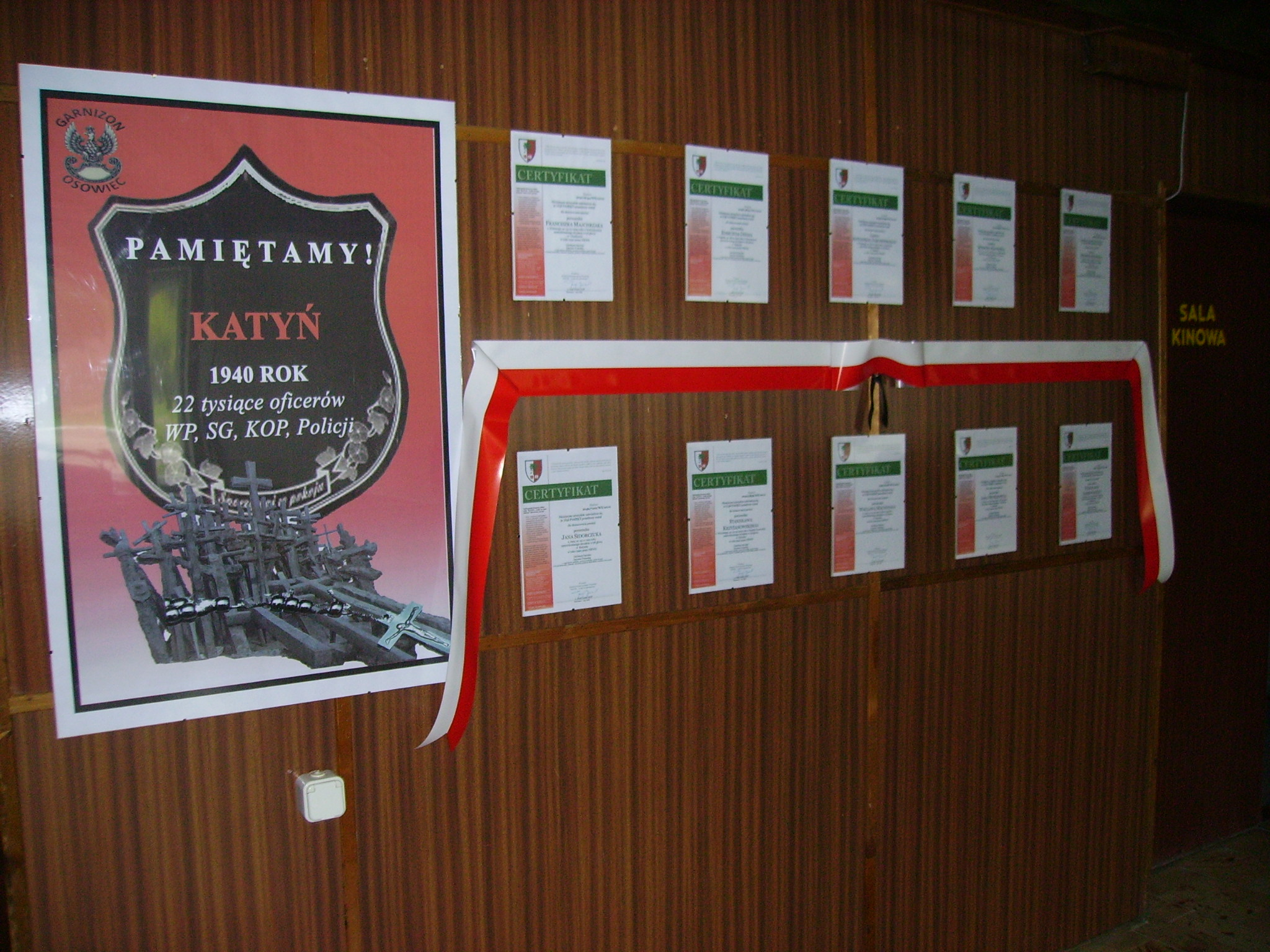
Ściana pamięci – certyfikaty Stowarzyszenia Parafiada upamiętniające pomordowanych oficerów
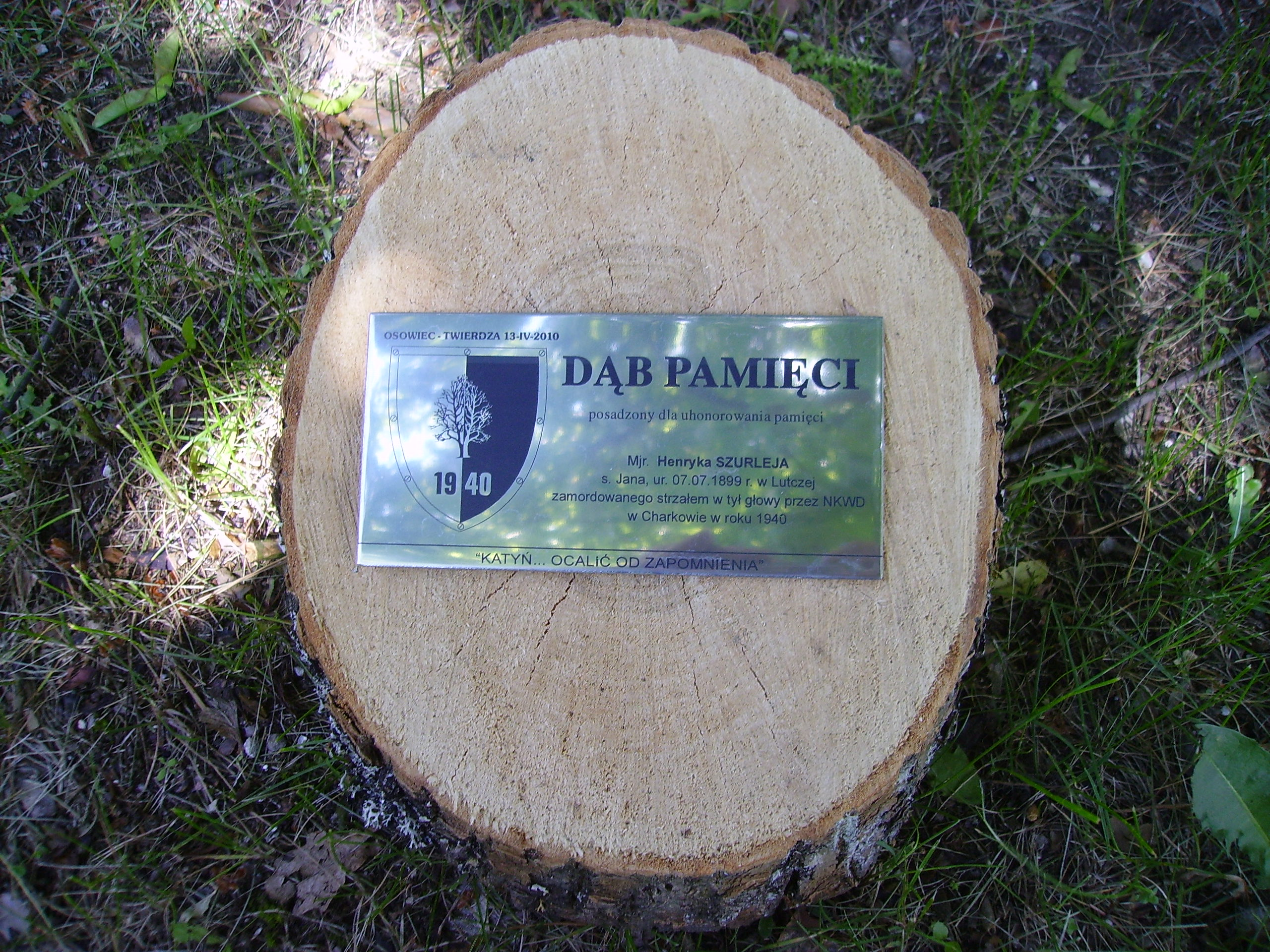
Tabliczka do Dębu Pamięci. Upamiętniony mjr Henryk Szurlej